# 不平等
不平等（ふびょうどう 英: inequality）とは、平等ではないこと。
英語のinequalityにはいくつかの訳語があり、訳語が必ずしも安定しておらず、しばしば「格差」とも訳されている。

## 法律
広く法律において「不平等」と言う場合、それは法の下の平等が実現していない状態のことを指している。
アメリカ独立宣言（1776年採択）やフランス人権宣言（1789年採択）において、法の下の平等の保障について宣言された。
1948年に国連総会決議で採択された世界人権宣言で、法的保障と違反に対する法的救済を目的に欧州評議会によって採択された人権と基本的自由の保護のための条約は『法の下の平等』を明記している。また、国連総会で1966年に採択された「市民的及び政治的権利に関する国際規約」第26条も『法の下の平等』を明記しており、第2条では、如何なる差別もなしに 規約の保障する自由権の享受できることを保障すべき旨を明記している。そして、同時に採択された「経済的、社会的及び文化的権利に関する国際規約」第二条も、やはり同規約の定める社会権を全ての人々が差別なく享受することを保障している。客観的に見て人の自由権の享受が平等に行われていない状態は不平等であり、また経済的・社会的・文化的に平等が実現していない状態は不平等だとされており、そうした不平等な状態は是正すべきだとされているのである。

## 経済学
経済学において「不平等（inequality）」と言う場合、（経済学は金銭や資産にばかり着目し他は見落とすので）、所得あるいは資産が人々の間で「等しくない」状態を指している。経済学で逆に「平等（equality）」と言っている時は、基本的に、せいぜい所得あるいは資産が人々の間で「等しい」といった（程度の）意味である。
経済学で「平等」「不平等」などと言っている場合は、あくまで数値的な側面について述べたに過ぎないことに注意を要する。（なお、（広く、経済学に限らず）ある状態が社会正義に照らして正しいか否か、まで含めて判断する場合には「公平（fairness フェアネス）という用語・概念のほうが用いられることが多い。経済学上の「平等」「不平等」は数字に換算できる要素だけをとらえて判断しているが、公平か不公平かは道徳的基準がなければ判断できない。なお、パレート効率性は一種の価値基準であるが、公平性の議論は含んでいない。）
不平等の効果？
経済学では、「インセンティブと平等のトレードオフ」という概念がある。これは契約などにおいてインセンティブを強化すると必ず平等性が失われるというものである。例えば、ある企業の雇用契約において出来高払いの部分を大きくするとインセンティブは強化されるが、結果として、その企業の中での従業員間の給与の平等性は失われる。この概念は、経済学の様々な場面で必要になる考え方である。なお、このインセンティブと平等のトレードオフは、平等性が高まるほどリスク（あくまで「何らかの要因で上下に変化しうるもの。良くも悪くも変化しうるもの」という意味で基本的に用いられている英語の「risk」。日本語の「危険」という意味ではない。）が減少するという関係にあるため、インセンティブとリスクのトレードオフとも関連している。
古典的な経済学（古い経済学）では、一般に「報酬が業績と結びついているインセンティブの度合が大きいほど、総産出量がより高くなる（なるはずだ）」などと考えられてきた（主張されてきた）。また「インセンティブによって、生産量が増え、かわりに不平等が拡大する」などと考えられてきた。そしてこの観念を「incentive-equality trade off インセンティブ・平等のトレードオフ」となどという用語で呼んで いた / いる。
古臭い経済学では、「全てを（金銭的な）損得でしか判断しないような 架空の人間」「徹頭徹尾 金銭損得だけで判断する人間」を想定して、極端に単純化された理論を組み立てた状態であった（本当は実験などでしっかり確かめたりしたわけでもないのに、ある学者がそういう説を唱えると、他の学者までもが、自分で確かめもせず信じて）説がまことしやかに流布してゆくという状態が放置されていたが、20世紀末～21世紀初頭くらいから、（古典的）経済学のそうした考え方（本当の人間行動について統計調査も行わずに、頭だけで仮定・仮説を組み立てる方法、経済学の領域で流布してしまっている　ある種のフィクション）に疑義がはさまれるようになってきた。（たとえば株式市場で株式売買をする人々の行動の実証科学的分析などでも、従来の古典的（古臭い）経済理論は間違っている面が多いことが指摘されている）。インセンティブと人の行動の関係も、そんな単純なものではないことが、近年の科学的な調査では判ってきている。たとえば最近では、米国の公開講座TEDでダニエル・ピンクが 「やる気に関する驚きの科学」 と銘打って、報酬と人間の行動の間の本当の関係について解説した（古典的な経済学の説（仮説、教義）は不適切であることを、実証的データも使いつつ示した）。
また、急速な経済成長がつねに不平等の拡大を伴うとは限らず、かつての東アジアの奇跡におけるような貧困の著しい減少がもたらされる場合もあることは知られている。

世代間の不平等
「平等」「不平等」というのは、ある時点で同時に存在している主体についてばかり言うものではない。
最近では、世代ごとに年金等の負担と給付のバランスを計算した世代会計という概念を用いて、先進諸国で（日本も含めて）世代間で不平等になってしまっている、という指摘がさかんにされるようになっている。例えば、ある世代が、国債の発行（借金）ばかりを膨張させ さんざん自分たち（ある世代）ばかりが贅沢や無駄遣いばかりをするような政策（リソースを使ってしまうような政策）を選択し（あるいは そういう政策を行う政党ばかりを、選挙で選んでしまい）、巨大な借金の支払いを次世代（まだ参政権を持っていない若年の世代や、まだこの世に生まれてきてすらいない将来の世代に）に押しつけてしまう、という不適切なことが行われてしまっている、という指摘である。世界の多くの先進国でこうした政策（悪政）が行われてきてしまったことが指摘されているが、中でも日本ではこうした悪政が極端に行われ、世代間に大きな不平等が作り出されてしまっている、と指摘されるようになっている。日本では、すでに仕事を引退し仕事をしていない世代が受け取る年金の額が異常に大きく、現役で働いている世代の給与の額を越えてしまっているような人も多いような、途方もない状態（現在の現役世代の資源・労力が、かつて制度を作りだしてしまった世代に「吸い取られ」、自分自身の世代の年金をろくに積み立てることもできない、というような悲惨な状態）にもなってしまっていること、さらに、まだ仕事をしていない若年世代や これから生まれてくる将来の世代では（社会福祉制度や国家財政の）破綻してしまう危険性が高まっていることすら指摘されており、とてつもなく不平等な状態にあるのである。（世代間格差も参照）
経済学関連用語
- トレードオフ、ジニ係数、国の所得格差順リスト、社会的不平等 、経済的不平等